# La Riera de Gaià
La Riera de Gaià é um município da Espanha, na comarca do Tarragonès, província de Tarragona, comunidade autónoma da Catalunha. Tem 8,8 km² de área e em 2021 tinha 1 737 habitantes (densidade: 197,4 hab./km²). Limita com os municípios de Tarragona, El Catllar, La Nou de Gaià, Altafulla e Vespella de Gaià.